# Lac Coacoachou
Pour les articles homonymes, voir Coacoachou.
Le lac Coacoachou est un lac du Canada situé dans le nord-est du Québec.

## Géographie
Administrativement, le lac Coacoachou fait partie du territoire non organisé de Petit-Mécatina de la municipalité régionale de comté de Minganie, dans la région administrative de la Côte-Nord.
Allongé selon une direction nord-est-sud-ouest, il reçoit les eaux de rivières provenant du nord et de l'est et se déverse par le sud dans le lac Salé puis le golfe du Saint-Laurent via le lac Tshipitnauman.